# Christophe Patte
Christophe Patte est un ancien joueur français de volley-ball né le 3 mars 1971 à Toulon (Var). Il mesure 1,91 m et évoluait au poste de réceptionneur-attaquant.
Il a connu 80 sélections en équipe de France, et a arrêté sa carrière professionnelle en 2004.
Il est le frère de Stéphane Patte, autre ancien joueur professionnel de volley-ball

## Palmarès
- Championnat de France
  - Vainqueur : 1992
- Coupe de France
  - Vainqueur : 1991, 1992
  - Finaliste : 1997